# Monsters of Folk
Monsters of Folk est un supergroupe de folk rock américain, composé de Jim James de My Morning Jacket, Conor Oberst et Mike Mogis du groupe Bright Eyes, et M. Ward, artiste solo et faisant partie du duo She & Him.

## Biographie
Le groupe est formé en 2004 quand les membres étaient en tournée avec leurs groupes respectifs ou en solo. Après leurs concerts, ils se mettent à travailler ensemble sur de nouveaux morceaux. À cause des emplois du temps des membres, Monsters of Folk ne publie pas son premier album avant 2009, le 22 septembre, au label Rough Trade. Il débute 143e du Billboard 200 et atteint plus la 15e place. Il atteint la troisième place des Top Independent Albums, la 8e des Top Rock Albums, la 7e des Top Digital Albums, et la 6e des Top Alternative Albums.
Leur morceau Baby Boomer est sélectionné pour le  Pick of the Week pour Starbucks iTunes le 27 octobre 2009,. Les 23 et 24 octobre 2009, ils jouent à la 23e édition du Bridge School Benefit de Neil Young organisé à Mountain View, en Californie au Shoreline Amphitheater. En concert, Will Johnson s'occupe de la batterie. M. Ward annonce d'autres choses à venir après la sortie du premier album des Monsters of Folk.

## Membres

### Membres actuels
- Conor Oberst - guitare, chant, basse, percussions, batterie, piano, synthétiseur
- M. Ward - guitare, chant, basse, percussions, batterie, piano, synthétiseur
- Jim James - guitare, chant, basse, percussions, batterie, piano, synthétiseur
- Mike Mogis - guitare, chant, basse, percussions, batterie, piano, synthétiseur, mandoline, dobro

### Membre de tournée
- Will Johnson - batterie, chant

## Discographie

### Album studio
- 2009 : Monsters of Folk

### Singles et EP
- 2009 : Say Please
- 2010 : Dear God ( Sincerley M.O.F.)